# Adolf de Haer

Adolf de Haer; Stillleben Öl auf Leinwand

Adolf de Haer; Am Strand; Kunsthandel RS

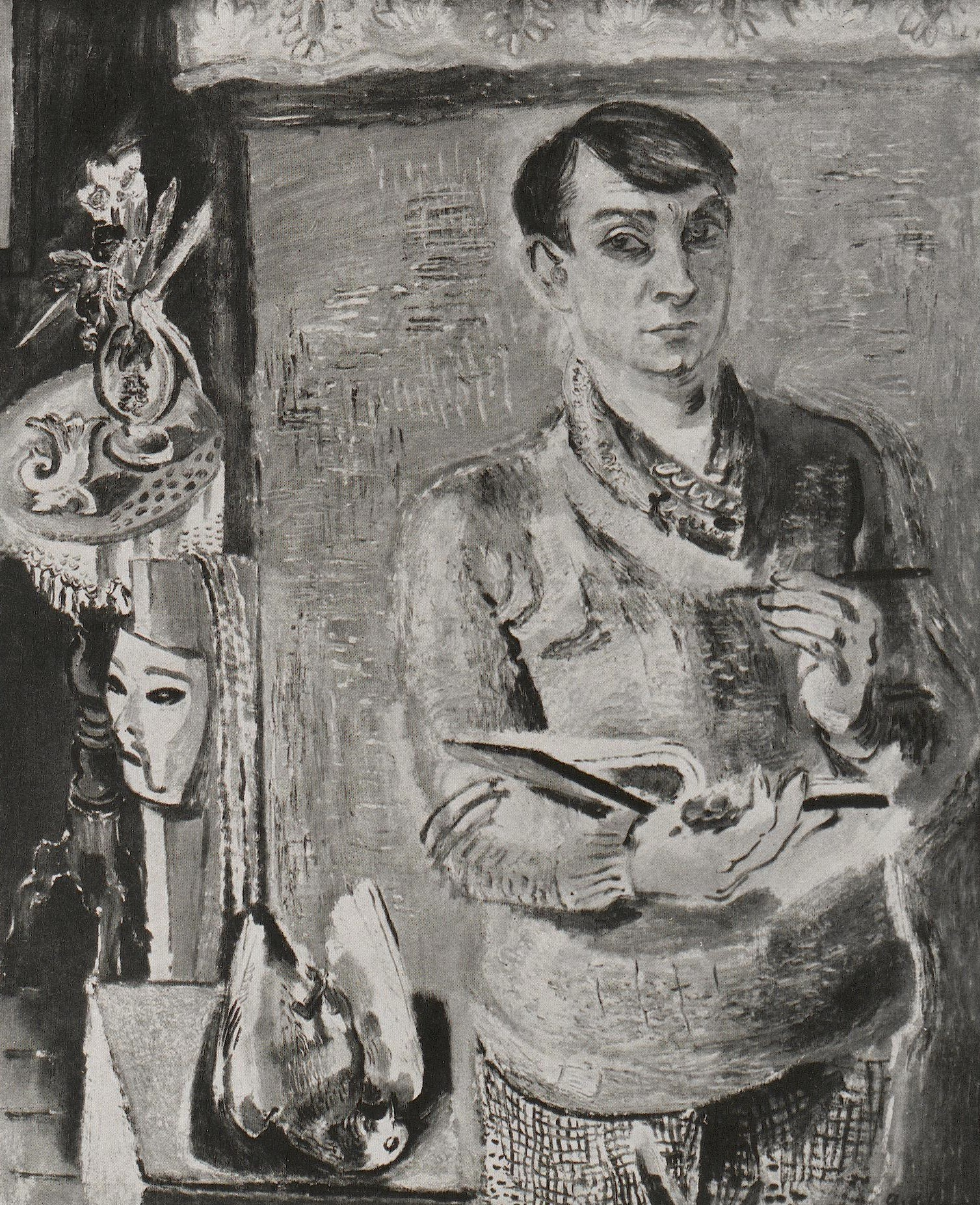
Adolf de Haer: Selbstbildnis (um 1929)

 Adolf Josef Maria de Haer (* 29. Oktober 1892 in Düsseldorf; † 28. Dezember 1944 bei Osnabrück) war ein deutscher Maler, Grafiker und Holzstecher des Rheinischen Expressionismus.

## Leben
Der gebürtige Düsseldorfer Adolf de Haer, Sohn des Dekorationsmalers Johann de Haer, war schon in jungen Jahren fest entschlossen Maler zu werden. Bis 1914 war er Stipendiat an der Kunstgewerbeschule Düsseldorf, bevor er zum Kriegsdienst eingezogen wurde. Im Sommer 1917 konnte er einige Monate bei Adolf Hölzel Privatunterricht nehmen, um sich bei ihm mit den Grundgesetzen von Farbe und Komposition vertraut zu machen. Im Wesentlichen blieb er jedoch Autodidakt.
1919 gehörte de Haer in Düsseldorf zu den Gründungsmitgliedern der Gruppe Das Junge Rheinland und zum Kreis der Johanna Ey. Mit Gert Wollheim und Otto Pankok, seinen beiden engsten Künstlerfreunden, engagierte er sich auch im Aktivistenbund 1919. Schon 1919 stellte er im „Graphischen Kabinett“ von Hans Koch aus. Die Städtischen Sammlungen Düsseldorf kauften im gleichen Jahr sein Bild „Menschen“ an, einige Jahre später unter anderem auch sein „Damenbildnis“ und ein Porträt seines Malerfreundes Werner Gilles. 1921 hatte er in der Altstadt-Galerie „Junge Kunst – Frau Ey“ seine erste Einzelausstellung und war gleichzeitig mit Abbildungen im ersten Heft der Zeitschrift „Das junge Rheinland“ vertreten. 1923 malte er „Johanna Ey häkelnd“, das Gemälde befindet sich heute in den öffentlichen Sammlungen von Düsseldorf.
Als Höhepunkt seines Schaffens wurden meist seine Arbeiten von Anfang der 1920er Jahre mit kubistisch-expressionistischen Arbeiten bezeichnet, wie z. B. der „Maler und Mädchen“ (1919), „Mädchen mit Blume“ (1919) und „Zwei Sonnenblumen“ (1924) oder „Konflikt“ und „Freunde“ (beide 1920). Eine Übergangssituation zwischen Expressionismus und Impressionismus markierten die zweite Version des Porträts vom „Cellist Flieger“ (1925) oder „Stilleben mit Tisch und Stuhl“ (1929) und so manches expressionistische Porträt und Varia Stillleben der 1920er und frühen 1930er Jahre in Öl und Aquarell.
In der Zeit des Nationalsozialismus war de Haer Mitglied der Reichskammer der bildenden Künste. Für diese Zeit ist eine Einzelausstellung und die Teilnahme an 28 großen Gruppenausstellungen, darunter 1936 in Essen Westfront 1936. Freie Kunst im neuen Staate, die der nationalsozialistischen Ideologie nahestand, sicher belegt.
Seine früheren expressiven Arbeiten widersprachen jedoch dem nazistischen Kunstkanon, und 1937 wurden im Rahmen der deutschlandweiten konzertierten Aktion „Entartete Kunst“ aus Museen und öffentlichen Sammlungen vierzehn seiner Arbeiten beschlagnahmt.
De Haer wohnte und arbeitete seit 1936 in Kaiserswerth. In seinem Garten, direkt am Rhein gelegen, empfing er seine Freunde und seine Musen, die sein künstlerisches Schaffen prägten. Er malte Bilder mit christlichen Themen, als Ausdruck seiner Auseinandersetzung mit der eigenen Existenz, außerdem Sinnbilder der harmonischen Familie, zahlreiche Porträts, Akte und Blumenstillleben. Viele dieser Werke wurden auch nach 1936 in der Großen Kunstausstellung Düsseldorf, in Hannover (1937), Berlin (1940) und Wien (1941) gezeigt. Als Höhepunkte gelten die Rheinische Kunstausstellung 1940 in Berlin im Schloss Schönhausen mit dem großformatigen Gemälde „Am Strand“ sowie die Esposizione d’Arte Contemporanea di Düsseldorf 1943 im Palazzo Strozzi in Florenz, wo er sein „Selbstbildnis unter Sonnenblumen“ und das Bild „Im Spiegel“ zeigte. Nach dem Krieg wurde er 1946 mit zahlreichen Werken in der Gedächtnis-Ausstellung Lebendiges Erbe im Hetjens-Museum Düsseldorf gemeinsam gezeigt mit Paul Klee, August Macke und Wilhelm Lehmbruck, außerdem 1947 im Rahmen der Ausstellung Rheinische Kunst Gestern und Heute im Kunstverein Braunschweig. 1954 fand er Erwähnung im Gedächtnisteil der Weihnachtsausstellung der bildenden Künstler im Rheinland und Westfalen. Als sein Werk und Nachlass in Vergessenheit geraten waren, widmete ihm Melitta Ficher, seine einzige Erbin, gemeinsam mit dem Stadtmuseum Kaiserswerth 1992 eine große Gedächtnisausstellung.
Adolf de Haer starb im Dezember 1944 in einem Lazarett in Osnabrück an Lungenentzündung, nachdem er zum Volkssturm als Schütze eingezogen worden war. Sein Grab befindet sich auf dem Heger Friedhof von Osnabrück (Feld XIH Reihe 01 Grab 50).
Er war einer der bedeutendsten Vertreter des Rheinischen Expressionismus und des Kubo-Futurismus. Er malte in Öl, Aquarell, fertigte Holzschnitte, Radierungen, Lithographien und zumindest einen bekannten Bronzeakt (erhalten als Original und in Gips, zuletzt gezeigt 1992 auf seiner Gedächtnisausstellung). Adolf de Haer ist den Kunstmuseen Düsseldorf, Mülheim und Duisburg sowie im Museum Giersch in Frankfurt vertreten, ferner in den Kunstsammlungen Nürnberg, Passau und den Sammlungen des Los Angeles County Museum of Art, Kalifornien.
Adolf de Haer war Mitglied im Deutschen Künstlerbund.

## 1937 als „entartet“ aus öffentlichen Sammlungen nachweislich beschlagnahmte Werke

### Aus der Städtischen Gemäldegalerie Bochum
- Selbstbildnis mit Zwiebel (Tafelbild; zerstört)

### Aus den Kunstsammlungen der Stadt Düsseldorf
- Menschen (Öl auf Leinwand, 86 × 52 cm, um 1918; 1941 in Halle/Saale in der Wanderausstellung „Entartete Kunst“ vorgeführt; Verbleib ungeklärt)
- Bildnis des Malers Werner Gilles (Öl auf Leinwand, um 1927; zerstört)
- Oma Santen (Tafelbild; zerstört)
- Am Fenster (Radierung, 25 × 20,5 cm; nach 1945 sichergestellt und Stand Dezember 2020 zur Restitution im Kulturhistorischen Museum Rostock)
- Geiger B. (Radierung, 19 × 23 cm; nach 1945 sichergestellt und Stand Dezember 2020 zur Restitution im Kulturhistorischen Museum Rostock)
- Pianist H. (Radierung, 21 × 14 cm; nach 1945 sichergestellt und Stand Dezember 2020 zur Restitution im Kulturhistorischen Museum Rostock)
- Maler St. (Radierung, 27 × 13 cm; 1923; nach 1945 sichergestellt und Stand Dezember 2020 zur Restitution im Kulturhistorischen Museum Rostock)
- Joob Duchteren (Radierung, 15 × 13 cm, 1923; nach 1945 sichergestellt und Stand Dezember 2020 zur Restitution im Kulturhistorischen Museum Rostock)
- Mädchenbildnis (Zeichnung; zerstört)
- Erntelandschaft (Aquarell; zerstört)

### Aus den Staatlichen Kunstsammlungen Kassel
- Karussell (Tafelbild; zerstört)

### Aus dem Wallraf-Richartz-Museum Köln
- Herbst (Aquarell; zerstört)

### Aus der Städtischen Galerie Nürnberg
- Mädchen am Spiegel (Tafelbild, 1926; zerstört)

## Ausstellungen (Auswahl)
- 1928: Zweite Ausstellung deutscher nach-impressionistischer Kunst aus Berliner Privatbesitz, Kronprinzen-Palais, Berlin
- 1928: Deutsche Kunst, Museum Kunstpalast, Düsseldorf, mit Porträt Maler Hartz[11]
- 1930: Rheinische Sezession, Jahresausstellung Städtische Kunsthalle Düsseldorf, mit „Fischerdorf“[12]
- 1936: Malerei und Plastik in Deutschland 1936. Kunstverein in Hamburg, Hamburg
- 1985: Adolf de Haer, frühe Werke 1913–1935, Galerie Remmert und Barth, Düsseldorf
- 1988/1989: Wanderausstellung: Deutscher Expressionismus, 1915–1925: Die Zweite Generation, LACMA, Los Angeles, CA; Stiftung Moritzburg, Halle; Museum Kunstpalast, Düsseldorf; The Modern Art Museum of Fort Worth, Fort Worth, Texas, USA
- 1999: 1919 – Bilder eines Jahres Galerie Remmert und Barth, Düsseldorf
- 2006: Überblick 2006, Galerie Remmert und Barth, Düsseldorf
- 2013: Die andere Moderne. Kunst und Künstler in den Ländern am Rhein 1900 bis 1922, Städtische Wessenberg-Galerie, Konstanz[13]
- 2019: Das Junge Rheinland im Düsseldorfer Norden - Herbert Eulenberg / Adolf de Haer und Ihre Künstlerfreunde Museum Kaiserswerth / Düsseldorf
- 2021: Im Westen viel Neues. Facetten des rheinisch-westfälischen Expressionismus